# Plesio
Plesio – miejscowość i gmina we Włoszech, w regionie Lombardia, w prowincji Como.
Według danych na rok 2004 gminę zamieszkuje 805 osób, 50,3 os./km².